# Рисан
Рисан (лат. Risinium, грч. Rhizon) је град у општини Котор у Црној Гори. Према попису из 2023. било је 1.899 становника. Дана 30. октобра 1944. немачки војници убили су у Рисну 42 цивилна становника, од којих је најстарији имао 80 година живота, а најмлађи непуних годину дана.

## Географија
Рисан се налази на крајњем сјеверном дијелу Боке которске, оивичен са југа Рисанским заливом, а са осталих страна стрмим падинама, обронцима карактеристичним у геоморфолошком смислу за читав Динарски систем којем припадају.
Стрме падине у непосредном залеђу Рисна формирају кулисе питорескног театра изнад кога се уздижу значајне коте: Глогово брдо (939 m), Челац (850 m), Ушаник (844 m) и Соколова греда (664 m) са западне стране, 524 m са сјеверне стране изнад површнице, коте Струге са источне стране (945 m, 926 m). Непосредну околину Рисна чине голе и стрме кречњачке падине. Кречњачке падине око рисанске удолине су највећим дијелом голе и само мјестимице су под листопадним и зимзеленим жбуњем и травом.
Услијед неједнаке температуре у приморју и високом, голом залеђу, зими дува јака бура. Јужни вјетрови долазећи са мора доносе обилни водени талог, нарочито у јесен и у прољеће. Од природних знаменитости, Лазар Томановић 1885. године спомиње спилу и сопот. Спила је велика пећина из које зими извире ријека и љети се у њу може далеко ићи. Сопот је један водопад, што такође зими продире уз једне пећине изнад мора, с великом хуком, те како се од силе сав у пјену претворио, бијели се као снијег. 

## Историја
Рисан је мали градић у Бококоторском заливу. Праисторијски цртежи на стијени (у селу Липци, код Рисна) најстарији су у Црној Гори и свједоче да је Бока которска била насељена у млађе камено и рано бронзано доба, 3000 година прије нове ере (прије појаве индоевропских Илира).

### Средиште и главна тврђава
Град датира из 3. века п. н. е. и за њега су знали Хелени. Основало га је илирско племе Ризунита, а у античко вријеме залив Боку которску су по њему звали Рисански залив (Sinus Rhizonicus). Мјесто је након оснивања постало средиште Илирске државе и главна њихова тврђава: илирска племена су доживела највећи напредак под вођством краљице Теуте која је из њега владала.
Овде постоји археолошки локалитет Царине који се истражује од 2001. године. Ту су пронађени и остаци палате.

### Ковница илирског новца
У Рисну се налазила илирска ковница новца (прва на простору данашње Црне Горе)па се три врсте пронађеног илирског новца често називају „рисански”. Једна врста тог новца има на аверсу лик божанства са брадом, а на реверсу лик богиње Артемиде и натпис: „Rizo(n)o”. Друге две врсте новца су из периода краља Бајалоса и његових насљедника.

### Статус римских грађана
После Илирских ратова градом је завладала Римска република. У том периоду Рисан се помиње под именом Rhizinium као oppidum civium Romanorum (римски писац Плиније млађи, наводи Рисан као утврђени град римских грађана, а Полибије је забиљежио да је град не много велики, али зато јако утврђен). Становници Рисна добијају право римског грађанства од стране Октавијана Августа и град се од тада службено назива Iulium Risinium. Остао је у римској провинцији Далмацији, на самој граници са новоформираном Праевалитаном, а након подјеле државе, налази се у Западном римском царству, у непосредној граници са Источним (Византијом), с обзиром да је граница ишла од Будве, планином изнад Котора и преко данашњих Кривошија. До данас су сачувани остаци темеља римске виле (3. вијек нове ере) као и мозаици (најпознатији је медаљон са јединственим и ријетким приказом грчког бога Хипноса). Кроз жупу Рисан су пролазила два античка пута, који су коришћени и у средњем веку: via adriatica, крак за Акрувију, а други преко Ријечана. Теснац Вериге (Catena)налазио се у близини, у Боки которској (он ће и у средњем веку, такође скраћивати пут из Дукље до Травуније). Тјеснац се налазио се на путу између Рисна и касније словенске жупе Драчевице, гдје ће бити формиран средњовјековни град Нови.
За вријеме најезде Авара и Јужних Словена Рисан је опустио. Посљедњи пут се епископ у Рисну помиње 595. године.

### У травунијској жупи
Рисан је био саставни део Травуније и налазио се на самој граници са Дукљом. Цар Константин Порфирогенит убраја Рисан у насељене травунијске градове, док поп Дукљанин Рисан сматра жупом.

### У Краљевинама Србији и Босни
Рисан се у периоду развијеног средњег вијека налазио у држави Немањића, а по поразу обласног господара Николе Алтомановића, 1373. године, заузима га Бановина (нешто касније, краљевина) Босна (Твртка I Котроманића).
Средином 15. вијека Рисан се помиње као град херцега Стефана Вукчића и налази се у његовом Великом војводству (касније Херцештву од Светог Саве). Године 1466. Млечани су нудили херцегу Стефану за његова два града у Боки которској (Рисан и Нови) острво Брач и палату у Сплиту. Рисан су заједно са Новим узели Турци од Влатка Херцеговића, сина херцега Стефана 1482. године. Касније ће овај град потпасти под историјску област звану Стара Херцеговина, по титули владара (херцег Стефан) и презимену његових насљедника, Херцеговића.

### У османској држави
Шпанци су кратко држали град у периоду 1538-1539, након што је шпанско-млетачка флота, под командом адмирала Андреа Дорије (уз помоћ шпанске пјешадије и Пераштана) заузела Нови. Кад су Турци 1539. године са својом флотом, под командом Хајрудин Барбароса, поново заузели Нови, Рисан им се предао без отпора и остао је, са малим прекидом 1648, у њиховој власти (све до 1684). године. За њима су изнад Рисна остала два утврђења, једноставне архитектуре: Гркавац и Велењак. Рисан је у Боки најдуже остао под Турцима. 

### У Млетачкој републици
Рисан је потпао под власт Венеције 1684. године и био је под њоме до 1797. године.
Руски племић и родоначелник династије Толстој, Петар Андрејевич Толстој, пролазио је кроз Рисан током 1698. Он бележи да у селу живе Срби „грчке вере”, да су им куће од камена, да имају доста храна, да су гостољубиви према Русима као и да су по свим аспектима слични Козацима са Дона.

### Период 19. и 20. вијека
Рисан је под влашћу Аустрије од 1797. до 1805. године, Русије (1806—1807) и Француске, од 1807—1813. године. Између 1813—1814. године дошло је до краткотрајног уједињења Црне Горе и Боке которске али је Бечки конгрес поништио ту одлуку и Боку которску додијелио тадашњој Аустрији. Под влашћу Аустроугарске је од 1814 до 1918. године.
Ришњани су се истицали у борбама против Турака. За вријеме невесињског устанка, 1875, Рисан је био склониште исељених херцеговачких породица и веза између устаника и мора. Лазар Томановић је хвалио Ришњане као велике Србе, али је негодовао због њиховог односа према женама као према робињама, што је остатак турских утицаја (да жена не излази из куће, ни у цркву...). Из Рисна је полазиле аустријска војска против Кривошијана у двије њихове буне 1869. и 1882. Ришњане су присиљавали да војсци у брда доносе потребно, а војска се није враћала славодобитно. 1885. године, када је Томановић о томе писао, имали су лијепу саборну цркву, у којој је правило било манастирско (стално службе). Пијацу су звали Габела (итал. gabella — „царина”), што доказује да је у вријеме Млечана ту била царина. Котор је био црногорски пазар, а Рисан херцеговачки.  Тада је Рисан имао 240 кућа са 1500 становника, све људи православне вјере.  Велики добротвори Рисна били су Димитрије Љубатовић, игуман манастира Бање Хрисантије Николајевић, а највећи Васо Ћуковић.  У НОР-у Ришњани су узели живог учешћа. Рисан потпада под Италијанску окупацију од 1941. до 1943. године. Од 1943. до 1944. године је под Њемачком окупацијом. Иако је НДХ хтјела да цијелу Боку которску стави под њену власт послије капитулације Италије, Њемачка је одбила тај захтјев. 
У Рисну су се у октобру и новембру 1944. водиле жестоке борбе између народноослободилачких бригада и Нијемаца. Рисан је ослобођен 21. новембра 1944. године.

## Демографија
Под старим рисанким породицама се могу сматрати оне породице које су се у Рисну доселиле до 1700. године. У те породице спадају Бјеладиновићи, Видовићи, Властелиновићи, Врчевићи, Димитријевић-Рафаиловићи, Драгићевићи, Дробњаковићи, Ђурковићи, Ждраљевићи, Ивелићи, Јовановићи, Јововићи, Катурићи, Ковачићи, Колумбарићи, Кордићи, Љубатовићи, Малешевићи, Миситићи, Митровићи, Мршићи, Никовићи, Огњеновић-Кајтазовићи, Петковићи, Поповићи, Рашковићи , Сундечићи, Стијеповићи, Ћатовићи, Ћеловићи, Ћуковићи, Угриновићи, Филотићи, Чучак, Чучковићи, Шпаровићи.
У насељу Рисан живи 1692 пунолетна становника, а просечна старост становништва износи 42,4 година (39,3 код мушкараца и 44,8 код жена). У насељу има 589 домаћинстава, а просечан број чланова по домаћинству је 3,03.
Становништво у овом насељу веома је хетерогено, а у последња три пописа, примећен је пораст у броју становника.
|  |

| Демографија | Демографија | Демографија |
| Година      | Становника  | Становника  |
| ----------- | ----------- | ----------- |
|             |             |             |
|             |             |             |
|             |             |             |
|             |             |             |
| 1948.       | 969         |             |
| 1953.       | 1.038       |             |
| 1961.       | 1.227       |             |
| 1971.       | 1.461       |             |
| 1981.       | 1.766       |             |
| 1991.       | 2.047       | 2.009       |
| 2003.       | 2.117       | 2.083       |
|             |             |             |
|             |             |             |

| Етнички састав према попису из 2003.‍ | Етнички састав према попису из 2003.‍ | Етнички састав према попису из 2003.‍ | Етнички састав према попису из 2003.‍ | Етнички састав према попису из 2003.‍ |
| ------------------------------------ | ------------------------------------ | ------------------------------------ | ------------------------------------ | ------------------------------------ |
|                                      |                                      |                                      |                                      |                                      |
| Црногорци                            | Црногорци                            |                                      | 1.056                                | 50,69%                               |
| Срби                                 | Срби                                 |                                      | 613                                  | 29,42%                               |
| Хрвати                               | Хрвати                               |                                      | 48                                   | 2,30%                                |
| Муслимани                            | Муслимани                            |                                      | 14                                   | 0,67%                                |
| Југословени                          | Југословени                          |                                      | 10                                   | 0,48%                                |
| Мађари                               | Мађари                               |                                      | 7                                    | 0,33%                                |
| Словенци                             | Словенци                             |                                      | 3                                    | 0,14%                                |
| Македонци                            | Македонци                            |                                      | 1                                    | 0,04%                                |
| Албанци                              | Албанци                              |                                      | 1                                    | 0,04%                                |
| непознато                            | непознато                            |                                      | 42                                   | 2,01%                                |

| \| \| м \| \| \| ж \| \| ? \| 4 \| \| \| 7 \| \| 80+ \| 15 \| \| \| 83 \| \| 75—79 \| 29 \| \| \| 49 \| \| 70—74 \| 45 \| \| \| 69 \| \| 65—69 \| 54 \| \| \| 88 \| \| 60—64 \| 48 \| \| \| 71 \| \| 55—59 \| 58 \| \| \| 63 \| \| 50—54 \| 65 \| \| \| 81 \| \| 45—49 \| 80 \| \| \| 87 \| \| 40—44 \| 57 \| \| \| 85 \| \| 35—39 \| 50 \| \| \| 73 \| \| 30—34 \| 59 \| \| \| 55 \| \| 25—29 \| 49 \| \| \| 72 \| \| 20—24 \| 72 \| \| \| 66 \| \| 15—19 \| 68 \| \| \| 65 \| \| 10—14 \| 61 \| \| \| 57 \| \| 5—9 \| 56 \| \| \| 57 \| \| 0—4 \| 40 \| \| \| 45 \| \| Просек : \| 55 \| \| \| 14 \| |    |  |  |    |
| |    |  |  |    |
| | м  |  |  | ж  |
| ? | 4  |  |  | 7  |
| 80+ | 15 |  |  | 83 |
| 75—79 | 29 |  |  | 49 |
| 70—74 | 45 |  |  | 69 |
| 65—69 | 54 |  |  | 88 |
| 60—64 | 48 |  |  | 71 |
| 55—59 | 58 |  |  | 63 |
| 50—54 | 65 |  |  | 81 |
| 45—49 | 80 |  |  | 87 |
| 40—44 | 57 |  |  | 85 |
| 35—39 | 50 |  |  | 73 |
| 30—34 | 59 |  |  | 55 |
| 25—29 | 49 |  |  | 72 |
| 20—24 | 72 |  |  | 66 |
| 15—19 | 68 |  |  | 65 |
| 10—14 | 61 |  |  | 57 |
| 5—9 | 56 |  |  | 57 |
| 0—4 | 40 |  |  | 45 |
| Просек : | 55 |  |  | 14 |

| Број домаћинстава према пописима из периода 1948—2003. | Број домаћинстава према пописима из периода 1948—2003. | Број домаћинстава према пописима из периода 1948—2003. | Број домаћинстава према пописима из периода 1948—2003. | Број домаћинстава према пописима из периода 1948—2003. | Број домаћинстава према пописима из периода 1948—2003. | Број домаћинстава према пописима из периода 1948—2003. | Број домаћинстава према пописима из периода 1948—2003. |
| Година пописа                                          | 1948.                                                  | 1953.                                                  | 1961.                                                  | 1971.                                                  | 1981.                                                  | 1991.                                                  | 2003.                                                  |
| ------------------------------------------------------ | ------------------------------------------------------ | ------------------------------------------------------ | ------------------------------------------------------ | ------------------------------------------------------ | ------------------------------------------------------ | ------------------------------------------------------ | ------------------------------------------------------ |
| Број домаћинстава                                      | 330                                                    | 331                                                    | 369                                                    | 398                                                    | 718                                                    | 540                                                    | 591                                                    |

| Број домаћинстава по броју чланова према попису из 2003. | Број домаћинстава по броју чланова према попису из 2003. | Број домаћинстава по броју чланова према попису из 2003. | Број домаћинстава по броју чланова према попису из 2003. | Број домаћинстава по броју чланова према попису из 2003. | Број домаћинстава по броју чланова према попису из 2003. | Број домаћинстава по броју чланова према попису из 2003. | Број домаћинстава по броју чланова према попису из 2003. | Број домаћинстава по броју чланова према попису из 2003. | Број домаћинстава по броју чланова према попису из 2003. | Број домаћинстава по броју чланова према попису из 2003. | Број домаћинстава по броју чланова према попису из 2003. |
| Број чланова                                             | 1                                                        | 2                                                        | 3                                                        | 4                                                        | 5                                                        | 6                                                        | 7                                                        | 8                                                        | 9                                                        | 10 и више                                                | Просек                                                   |
| -------------------------------------------------------- | -------------------------------------------------------- | -------------------------------------------------------- | -------------------------------------------------------- | -------------------------------------------------------- | -------------------------------------------------------- | -------------------------------------------------------- | -------------------------------------------------------- | -------------------------------------------------------- | -------------------------------------------------------- | -------------------------------------------------------- | -------------------------------------------------------- |
| Број домаћинстава                                        | 589                                                      | 133                                                      | 100                                                      | 119                                                      | 141                                                      | 65                                                       | 14                                                       | 14                                                       | 2                                                        | 1                                                        | 0                                                        |

| Пол    | Укупно | Неожењен/Неудата | Ожењен/Удата | Удовац/Удовица | Разведен/Разведена | Непознато |
| ------ | ------ | ---------------- | ------------ | -------------- | ------------------ | --------- |
| Мушки  | 753    | 287              | 376          | 36             | 22                 | 32        |
| Женски | 1.014  | 304              | 393          | 200            | 52                 | 65        |
| УКУПНО | 1.767  | 591              | 769          | 236            | 74                 | 97        |

| Пол    | Укупно                    | Пољопривреда, лов и шумарство | Рибарство                            | Вађење руде и камена | Прерађивачка индустрија       |
| ------ | ------------------------- | ----------------------------- | ------------------------------------ | -------------------- | ----------------------------- |
| Мушки  | 213                       | 1                             | 0                                    | 0                    | 25                            |
| Женски | 295                       | 1                             | 0                                    | 0                    | 5                             |
| Укупно | 508                       | 2                             | 0                                    | 0                    | 30                            |
|        |                           |                               |                                      |                      |                               |
| Пол    | Производња и снабдевање   | Грађевинарство                | Трговина                             | Хотели и ресторани   | Саобраћај, складиштење и везе |
| Мушки  | 18                        | 5                             | 33                                   | 15                   | 30                            |
| Женски | 5                         | 0                             | 55                                   | 11                   | 6                             |
| Укупно | 23                        | 5                             | 88                                   | 26                   | 36                            |
|        |                           |                               |                                      |                      |                               |
| Пол    | Финансијско посредовање   | Некретнине                    | Државна управа и одбрана             | Образовање           | Здравствени и социјални рад   |
| Мушки  | 1                         | 2                             | 29                                   | 7                    | 36                            |
| Женски | 2                         | 2                             | 15                                   | 21                   | 161                           |
| Укупно | 3                         | 4                             | 44                                   | 28                   | 197                           |
|        |                           |                               |                                      |                      |                               |
| Пол    | Остале услужне активности | Приватна домаћинства          | Екстериторијалне организације и тела | Непознато            | Непознато                     |
| Мушки  | 7                         | 0                             | 0                                    | 4                    | 4                             |
| Женски | 5                         | 1                             | 0                                    | 5                    | 5                             |
| Укупно | 12                        | 1                             | 0                                    | 9                    | 9                             |

## Цркве у Рисну
По одласку Турака из Рисна, у којем су биле 4 џамије, све четири су срушене, јер никоме више нису требале. На рушевинама једне, подигнуте на темељима старе хришћанске цркве, изграђена је велика црква Светог Петра и Павла. Васо Ћуковић је за ту цркву купио звона, на шта је потрошио 100.000 динара. Звона је отела Аустроугарска за ратне потребе у Првом свјетском рату, али је Васо Ћуковић у истој фабрици, купио за ту цркву пет нових звона.
- Капела Светог Димитрија, некадашња православна капела у Рисну која је изграђена при дому за немоћне, чији је ктитор био Димитрије Љубатовић. Освећење капеле било је 25. новембра 1907. године [8][18][19]
- Црква Светог Петра и Павла , 1601. година
- Црква Светог Луке ,15. вијек
- Црква Светог Арханђела Михајла, 1557. година
- Црква Светог Јована, 18. вијек
- Манастир Бања (Рисан),

## Култура
Народна библиотека у Рисну основана 1835. године као "Библиотека Општества Рисанског" најстарија је ја јавна, народна библиотека у данашњој Црној Гори, али и једна од најстаријих на тлу Југославије. Старије од ње су само народне библиотеке у Земуну (1825), Београду (1832), Крагујевцу (1834). Основана је на основу договора Вука Караџића са рисанским пријатељима, Вуком Поповићем и Вуком Врчевићем.
Године 1850. је основана аматерска позоришна дружина у Рисну која је наставила свој континуитет кроз КУД "Вељко Ћатовић".
Дана 25. фебруара 1851. године у Рисну је први пут у историји одигран Горски вијенац као позоришни комад.
Године 1901. је основано Рисанско тамбурашко друштво.
Рисанско пјевачко друштво основано је 1926. године мада се сматра да је постојало много раније јер постоји записи о његовим активностима из 1908. године. Ришњани су учествовали у оснивању СПД Јединство Котор 1839. године.
Народни дом који је финансирао Васо Ћуковић, отворен је 6. септембра 1932. године.

## Знамените личности
- Вук Врчевић
- Марко Ивелић
- Петар Ивелић
- Димитрије Љубатовић
- Лазар Ћуковић
- Васо Ћуковић
- Никола Ђурковић (народни херој)
- Никола Ђурковић (музичар)
- Љубомир Јовановић
- Марко Стијеповић
- Мајк Степовић
- Ристо Ковачић
- Евгеније Поповић
- Васо Бакочевић

## Предсједници општине Рисан
- Мило Ћатовић 1908.-1909.
- Светозар Ћатовић 1930.-1931.
- Гавро Ђурковић 1931.-1933.
- Петар Пешо Ћеловић 1933.-1936.
- Никола Ђурковић (народни херој) 1936.-1938.
- Мирко Самарџић 1938.-1941. и 1944.-1947.
- Доменико Медија 1941.-1943.
- Митар Ћатовић 1943.-1944.
- Ђорђије Малешевић 1947.-194?.
- Бранко Сеферовић 195?.-1955.

Од 1955. године Рисан нема своју општину и његова територија је припојена општини Котор.

### Предсједници савјета мјесне заједнице Рисан
| Слика | Име              | Период                | Животни век     |
| ----- | ---------------- | --------------------- | --------------- |
|       | Мато Мршић       | 20. век-20. век       | 20. век - 1996. |
|       | Спиро Вучковић   | 20/21. век-20/21. век | непознато       |
|       | Драган Огњеновић | 20/21. век-20/21. век | непознато       |
|       | Тесо Чучковић    | 20/21. век-20/21. век | непознато       |
|       | Јасмина Мршић    | 200?/201?-201?        | 20. век - 2018. |
|       | Тројан Чучковић  | 14.6.2021-2022.       | непознато       |
|       | Душан Бојанић    | 2022-                 | непознато       |